# Federal Office Building (Nueva York)
El Edificio Federal Office (en inglés: Federal Office Building) es un edificio histórico ubicado en Nueva York, Nueva York. El Edificio Federal Office se encuentra inscrito  en el Registro Nacional de Lugares Históricos desde el 30 de agosto de 1974.  

## Ubicación
El Edificio Federal Office se encuentra dentro del condado de Nueva York en las coordenadas 40°43′56″N 74°00′31″O / 40.732222, -74.008611.